# Sulpitus lilla
Sulpitus lilla – gatunek chrząszcza z rodziny kózkowatych i podrodziny zgrzypikowych. Jedyny przedstawiciel rodzaju Sulpitus.

## Zasięg występowania
Gatunek ten występuje w południowo-wschodniej Brazylii, notowany w stanach Espírito Santo i Rio de Janeiro.